# Shirin Ahlbäck Öberg
Shirin Payande Ahlbäck Öberg, född 27 november 1964 i Fjällbacka i Göteborgs och Bohus län, är sedan 2020 professor i statsvetenskap vid Uppsala universitet, samma lärosäte där hon 2007—2020 var verksam som docent och universitetslektor i statskunskap.
Ahlbäck disputerade i statskunskap 1999. Hennes forskning handlar om den statliga förvaltningen och framförallt framväxten av granskningssamhället. Utöver det har hon även forskat om de offentliga professionernas ställning under New Public Management.
År 2016 publicerade Ahlbäck boken Det hotade universitetet.
Utöver sin forskning deltar Ahlbäck ofta i den samhälleliga debatten och bidrar med expertkunskaper i media. I februari 2017 publicerade hon, tillsammans med två professorer från Uppsala, en debattartikel i Dagens Nyheter, där de hävdade att regeringens då nya forskningsproposition stred mot grundlagen och att de därför hade anmält den till JO och JK.
Ahlbäck utsågs i juli 2020 till ledamot i Coronakommissionen.